# All About That Bass
Singles de Meghan Trainor
Lips Are Movin
(2014)
All About That Bass est une chanson de l'artiste américaine Meghan Trainor. Elle est sortie le 2 juin 2014 en tant que premier single de Title, le premier EP de la chanteuse. Elle est ensuite incluse dans l'album également intitulé Title, sorti le 9 janvier 2015.
Le morceau connaît un important succès, atteignant la première position des classements musicaux au Canada, aux États-Unis, en Australie, en Nouvelle-Zélande et dans plusieurs pays européens. Il obtient plusieurs nominations: aux MTV Europe Music Awards 2014 dans la catégorie Meilleure chanson à message, à la 41e cérémonie des People's Choice Awards (Chanson préférée), à la 57e cérémonie des Grammy Awards (Grammy Award de l'enregistrement de l'année et Grammy Award de la chanson de l'année).   
La chanson véhicule un message positif sur l'acceptation de soi et combat les préjugés sur les femmes rondes.
La chanson est soupçonnée de plagiat de la première partie de la chanson Happy mode du groupe coréen Koyote.[réf. nécessaire]

## Clip
Le clip a été réalisé par Fatima Robinson.

## Classements
| Classement (2014)                         | Meilleure position |
| ----------------------------------------- | ------------------ |
| Allemagne (Media Control AG)              | 1                  |
| Australie (ARIA)                          | 1                  |
| Autriche (Ö3 Austria Top 40)              | 1                  |
| Belgique (Flandre Ultratop 50 Singles)    | 5                  |
| Belgique (Wallonie Ultratop 50 Singles)   | 2                  |
| Canada (Hot 100)                          | 1                  |
| Danemark (Tracklisten)                    | 1                  |
| Espagne (PROMUSICAE)                      | 1                  |
| États-Unis (Hot 100)                      | 1                  |
| Finlande (Suomen virallinen lista)        | 8                  |
| France (SNEP)                             | 8                  |
| Irlande (Irish Singles Chart)             | 1                  |
| Italie (FIMI)                             | 5                  |
| Norvège (VG-lista)                        | 2                  |
| Nouvelle-Zélande (RMNZ)                   | 1                  |
| Pays-Bas (Single Top 100)                 | 2                  |
| Royaume-Uni (The Official Charts Company) | 1                  |
| Suède (Sverigetopplistan)                 | 3                  |
| Suisse (Schweizer Hitparade)              | 1                  |

## Certifications
| Pays             | Certfications |
| ---------------- | ------------- |
| Australie        | 8 × Platine   |
| Belgique (BEA)   | Platine       |
| Canada           | 2 × Platine   |
| Danemark         | Platine       |
| États-Unis       | 10 × Platine  |
| Nouvelle-Zélande | 2 × Platine   |
| Royaume-Uni      | Platine       |
| Suède            | Platine       |